# نهر ميهو
نهر ميهو (باللغة الكورية: 미호강 / 美湖江)، هو أحد روافد نهر جيوم، هو نهرٌ يبدأ في محافظة أموسونغ في مقاطعة تشنغتشونغ الشمالية. طوله حوالي 37.5 كم.

## فيضانات 2023
في فيضانات كوريا الجنوبية 2023، قُتل 14 شخصًا عندما حوصرت سياراتهم في نفق غنبيونغ رقم 2 بعد انهيار ضفاف نهر ميهو في 15 يوليو. قدَّر مسؤولو الإطفاء أن النفق امتلأ بالمياه في دقيقتين إلى ثلاث دقائق، مما أدى إلى محاصرة 15 مركبة في النفق. شارك تسع مئة من رجال الانقاذ، بما في ذلك الغواصين، في البحث في النفق.
وصدر تحذير من الفيضانات قبل أربع ساعات من وقوع الحادث، مما دفع البعض إلى انتقاد السلطات المحلية وحكومة المقاطعة لعدم إغلاق النفق.